# Brenda Berkman

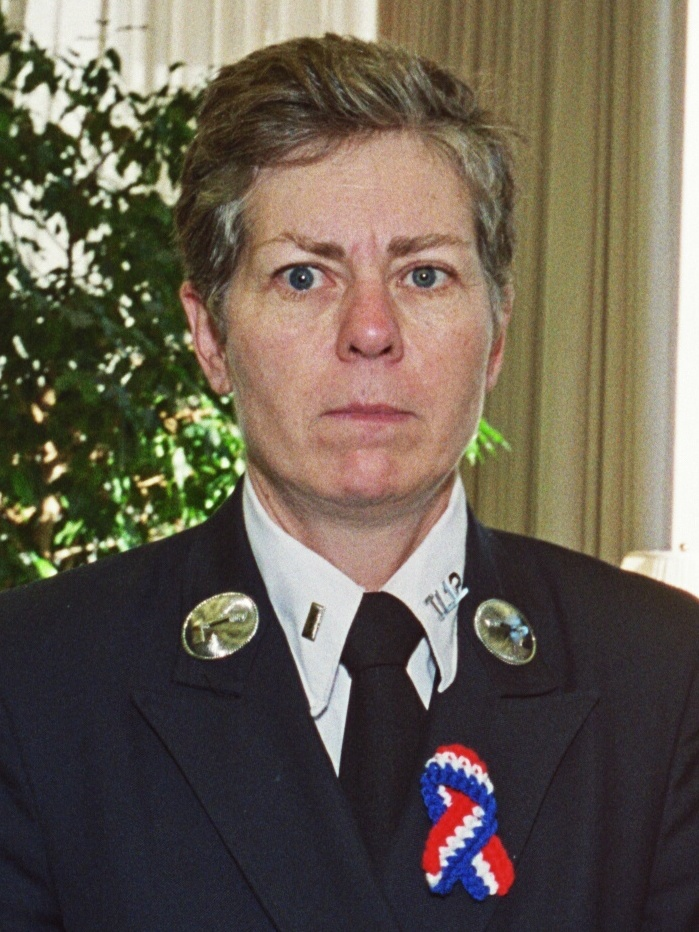
Brenda Berkman (2001)

Brenda Berkman (geboren am 19. Oktober 1951 in Asheville, North Carolina, Vereinigte Staaten) ist eine ehemalige Feuerwehrfrau des New York City Fire Department (FDNY). Sie gilt als Wegbereiterin für die Einstellung von Frauen in den Feuerwehrdienst beim FDNY, da sie im Jahr 1982 mit ihrem Prozess gegen die Stadt New York einen fairen Einstellungstest erreichte.

## Leben
Brenda Berkman wurde in Asheville, North Carolina geboren und wuchs in Richfield, Minnesota auf. Bereits im Kindesalter wurde sie mit der Diskriminierung von Mädchen und Frauen in bestimmten Lebensbereichen konfrontiert. So wurde ihre Bewerbung für das Little-League-Programm ausschließlich wegen ihres Geschlechts abgelehnt.
Vor ihrer Bewerbung beim FDNY studierte sie und erlangte unter anderem den Master of Arts im Fach Geschichte und den Master of Science in Brandschutzmanagement an der Indiana University sowie den Juris Doctor an der juristischen Fakultät der New York University.
Im Jahr 1977 erlaubte die New Yorker Berufsfeuerwehr erstmals die Bewerbung von Frauen. Obwohl rund 500 Frauen den schriftlichen Einstellungstest bestanden, konnte keine einzige von ihnen den nachfolgenden Sporttest bestehen. Hauptschuld hierfür gab Berkman dem neuen Testverfahren, das kurz vorher vom FDNY eingeführt worden war. So wurde nicht mehr das bisherige Bestanden/Durchgefallen-Verfahren angewandt, sondern eine Rangliste aller Teilnehmer aufgestellt. Im Anschluss legte sie Beschwerde gegen das Testergebnis ein, denn sie bezweifelte, dass es sich an den realen Berufsanforderungen orientierte. Nachdem die Beschwerde und auch ihr Angebot, zusammen mit der Personalabteilung einen fairen Test zu erarbeiten, abgelehnt worden waren, zog sie vor Gericht.
1982 stellte das Gericht fest, dass der Test gegen geltendes Recht verstoßen hatte. Das FDNY wurde verpflichtet, einen neuen Test zu erarbeiten, an dem alle der vorher durchgefallenen Bewerberinnen teilnehmen durften. Unter ihnen wurden 41 Frauen für die Ausbildung zur Feuerwehrfrau ausgesucht. Brenda Berkman war die erste Teilnehmerin des neuen Testverfahrens und konnte es bestehen. Die Frauen der Gruppe blieben jahrelang die einzigen Frauen bei der New Yorker Feuerwehr. Ebenfalls 1982 gründete sie die Vereinigung United Women Firefighters, die bis heute Frauen bei der Feuerwehr unterstützt.
Nebenberuflich ist Berkman künstlerisch tätig. So verarbeitete sie ihre Erlebnisse der Terroranschläge am 11. September 2001, bei denen sie zu den ersteintreffenden Kräften am World Trade Center gehört hatte, in einer Reihe von Lithographien.
Nach 25 Dienstjahren beendete Berkman 2006 ihre Feuerwehrkarriere im Rang eines Captains. Vor ihr hatten erst zwei andere Frauen diesen Dienstgrad erreicht. Sie war die erste Berufsfeuerwehrfrau, die sich offen zu ihrer Homosexualität bekannte. Von 1996 bis 1997 war sie zudem die erste offen lesbische Teilnehmerin am White-House-Fellow-Programm.

## Rezeption
In der im Jahr 2006 erschienenen Dokumentation Taking The Heat des Senders PBS wurden Berkman und die anfänglichen Schwierigkeiten der weiblichen Bewerber bei der New Yorker Feuerwehr behandelt.

## Auszeichnungen
- 1984: Susan B. Anthony Award der National Organization for Women[4]
- 2002: Women of Courage Award der National Organization for Women[4]